# Château de Dillingen an der Donau

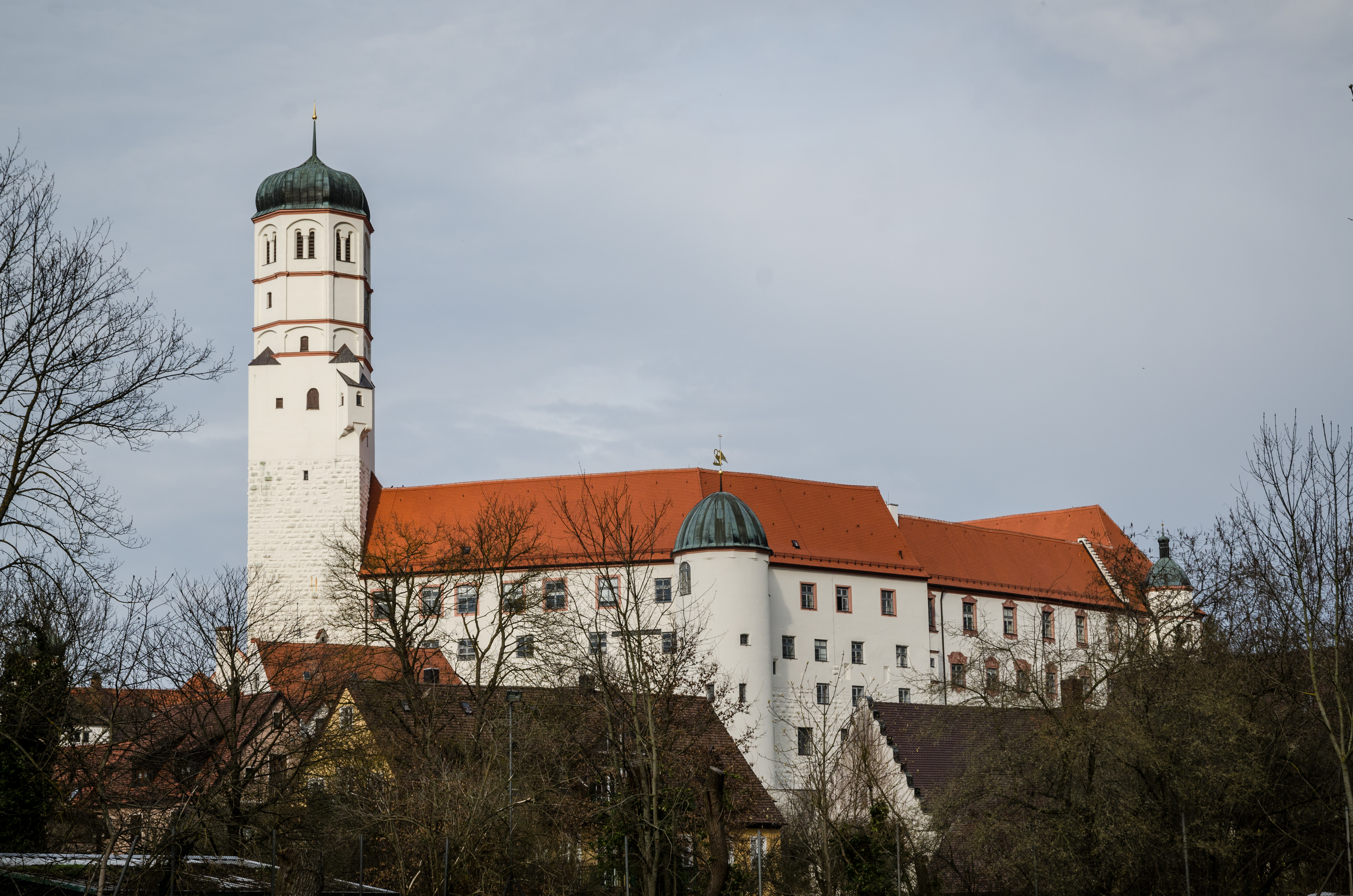
Château de Dillingen.

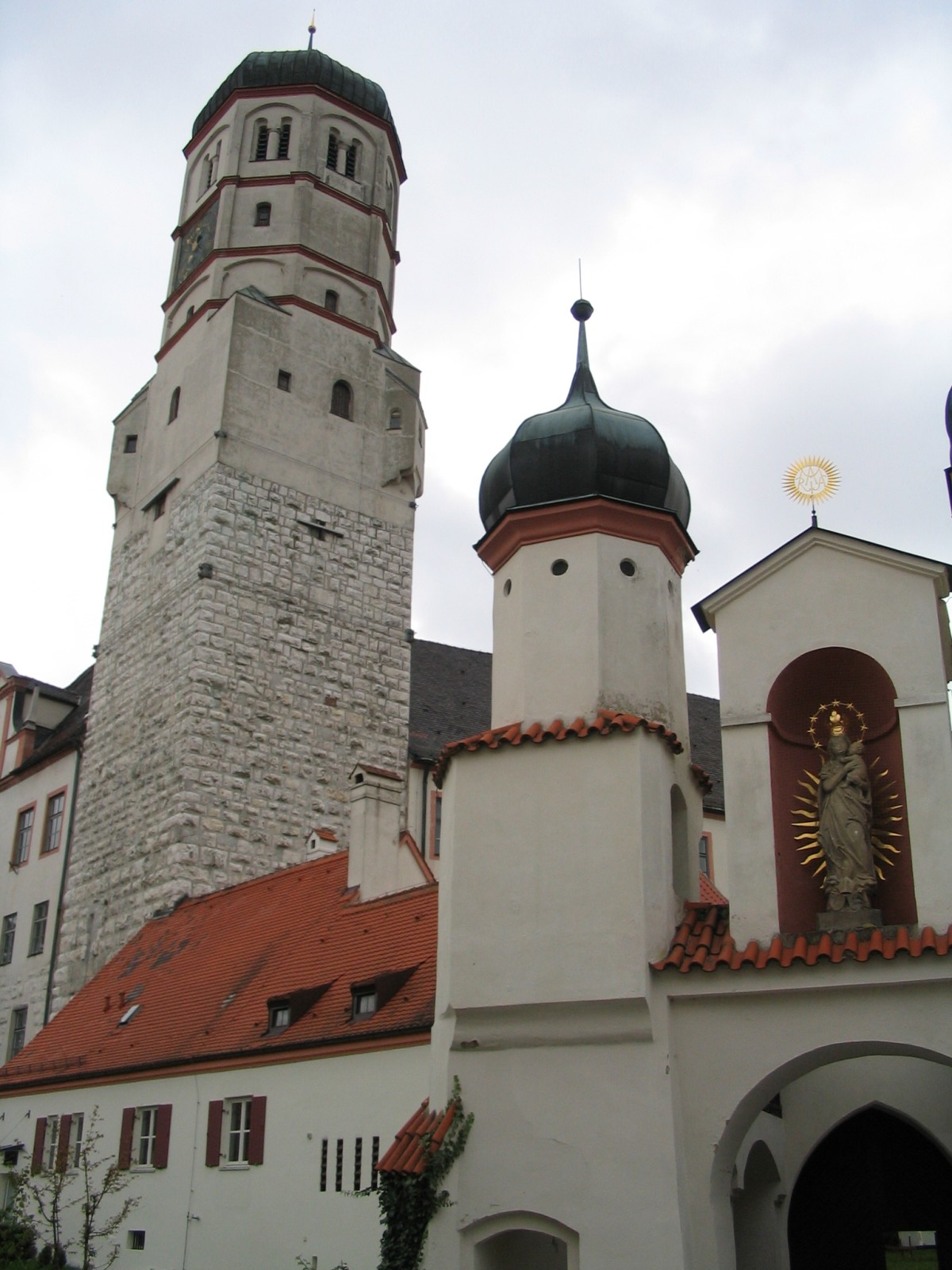
Tour (Bergfried) et porte.

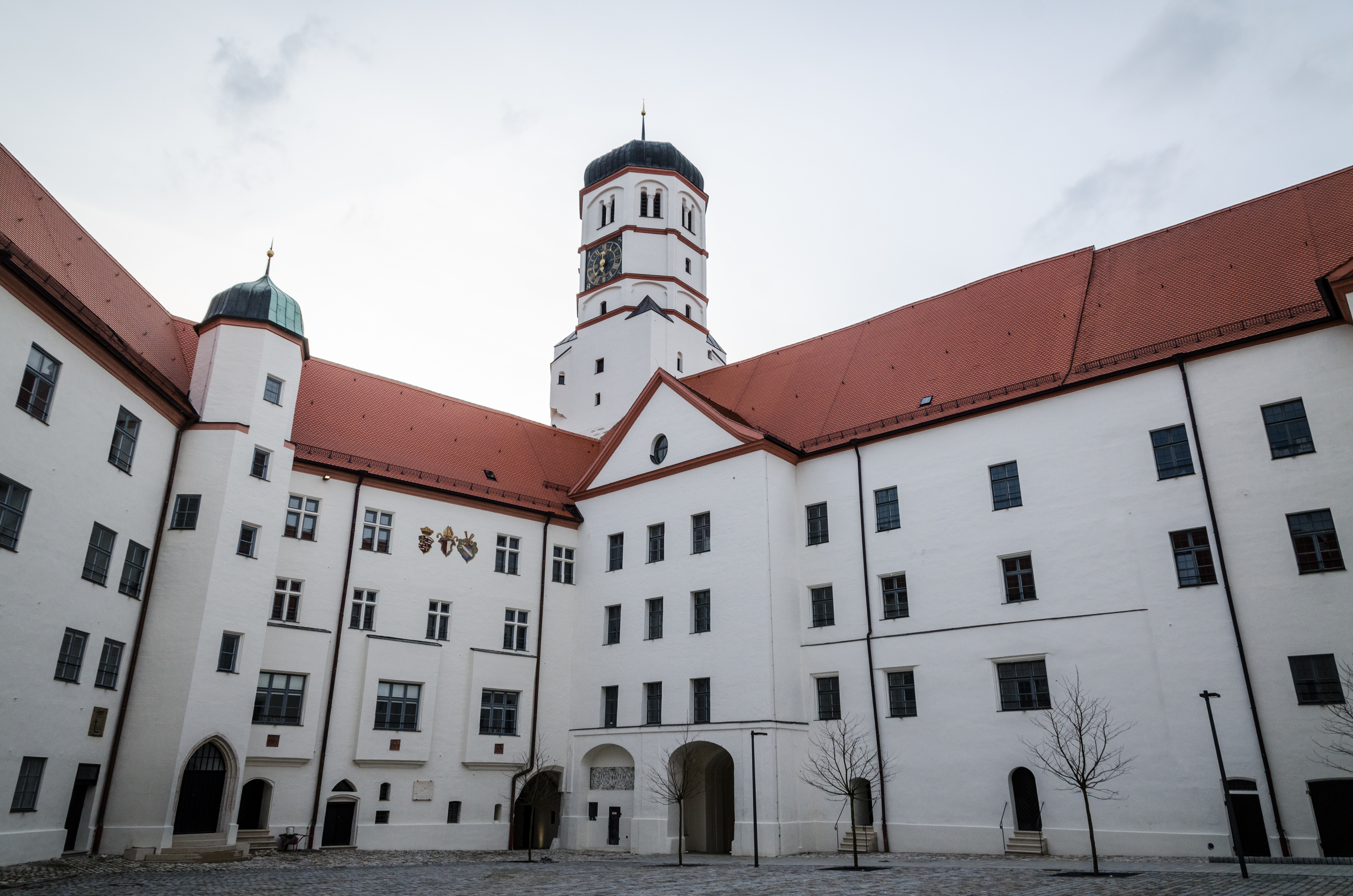
Cour intérieure,

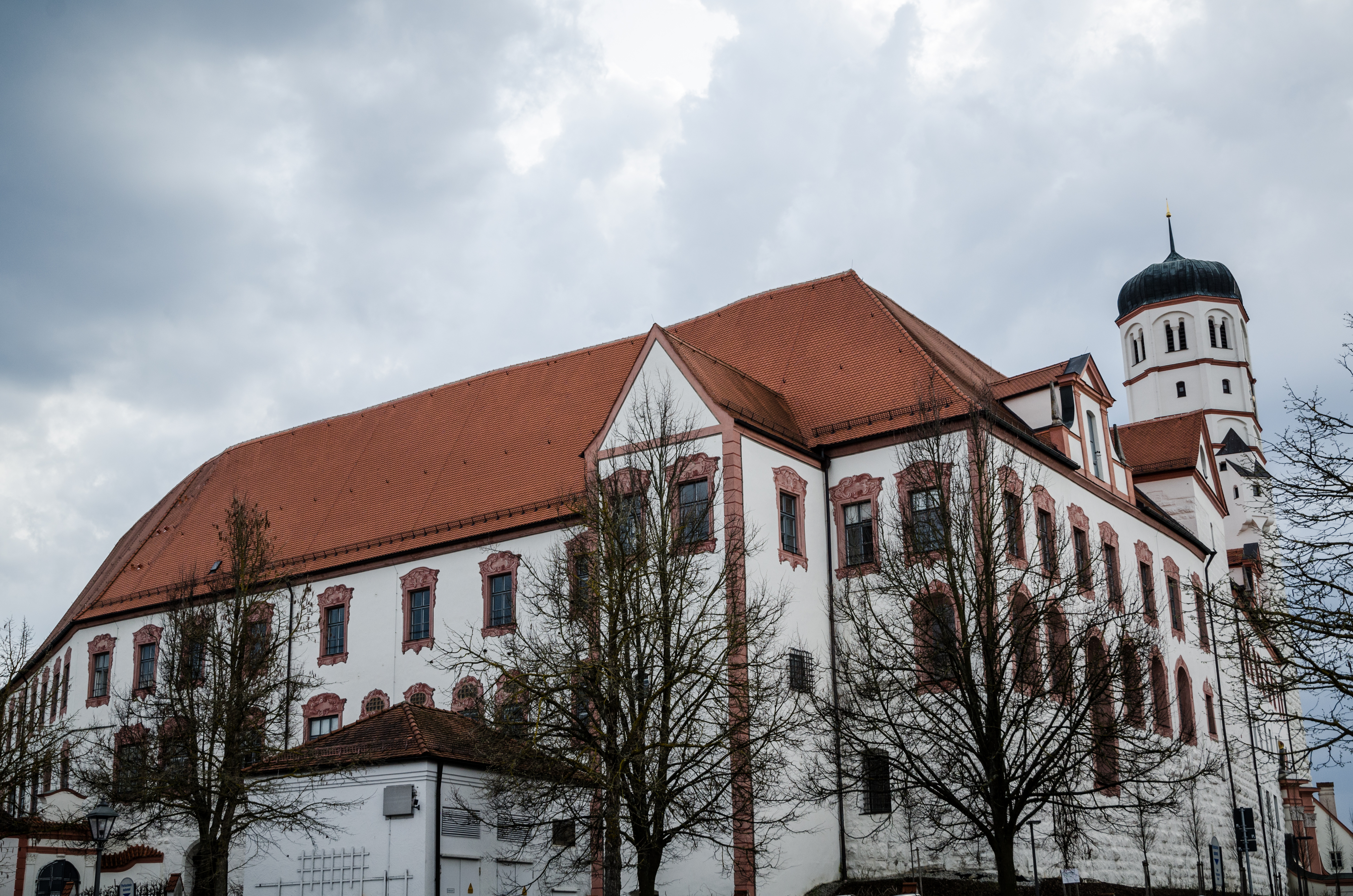
Façade.

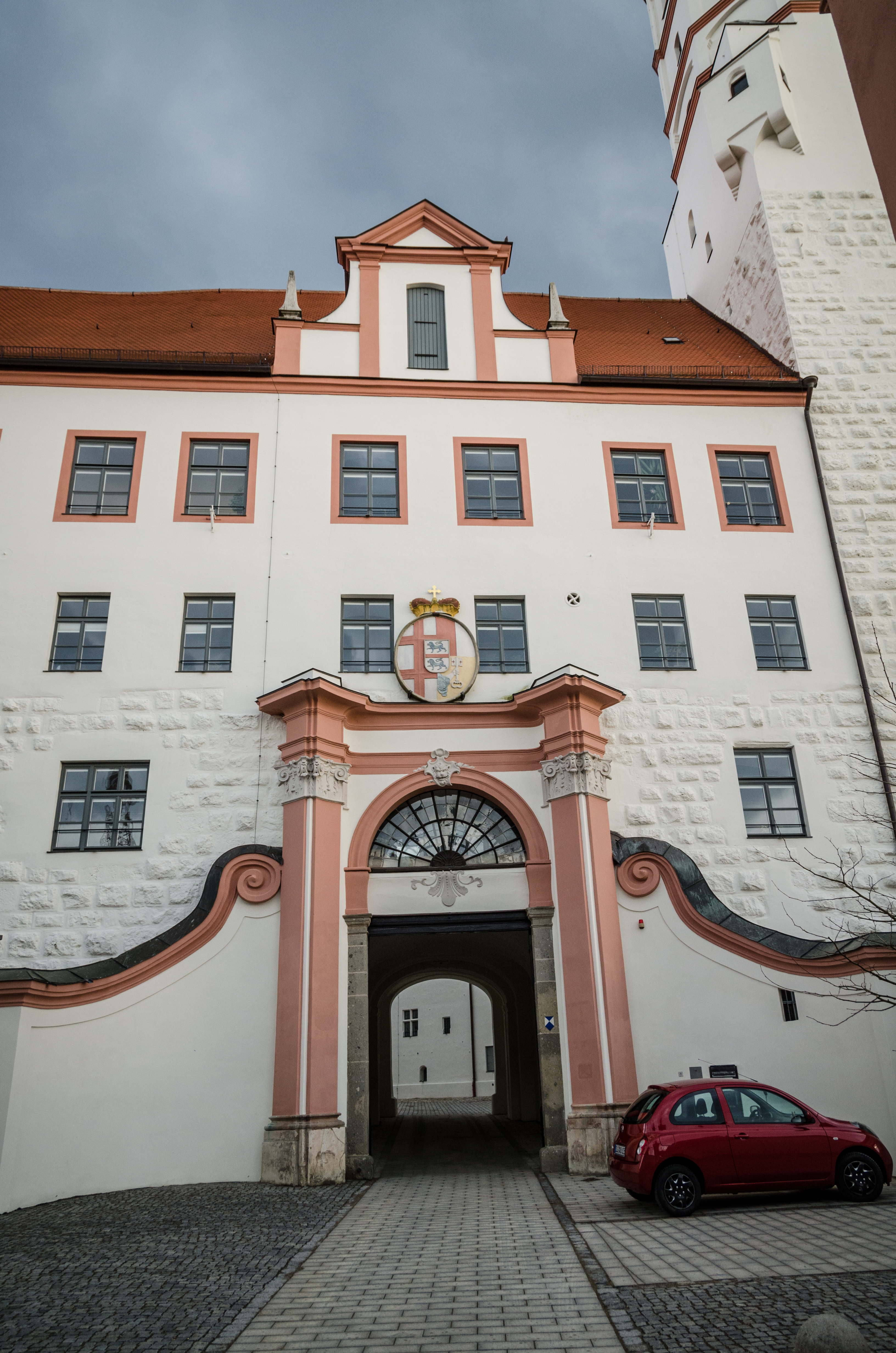
Entrée.

Le château de Dilligen-sur-le-Danube (Schloß Dillingen an der Donau) est l'ancienne résidence de campagne des princes-évêques d'Augsbourg, surplombant la ville de Dilligen-sur-le-Danube en Souabe. Il se dresse sur une haute terrasse avec une forte pente sur le bord méridional du centre-ville de Dillingen. La tour carrée Nord-Ouest avec ses trois étages octogonaux est l'un des symboles de la ville souabe. L'édifice se compose de quatre ailes inégales de trois ou quatre étages autour d'une cour intérieure irrégulière polygonale. 

## Histoire
Dès le Xe siècle, il y a un fort refuge sur le site du château d'aujourd'hui. Cela offrait à la population protection et sécurité, lorsque les armées hongroises en particulier menaçaient le pays. Ce château gardait probablement déjà un passage du Danube à proximité immédiate de l'importante route du Danube qui a toujours été l'une des liaisons est-ouest les plus importantes d'Europe centrale. L'évêque Ulrich d'Augsbourg y a séjourné quelques mois en 937 en tant qu'invité au « castellum Dilinga ». 
La première mention du château date de 1220. À cette époque, il appartenait aux Hupaldingers, qui se faisaient appeler comtes de Dillingen depuis le XIIe siècle. Les comtes de Dillingen avaient construit deux châteaux forts sur des hauteurs et une résidence  entre les deux à la « mode Staufer ». Le noyau de ce système fortifié est toujours conservé dans l'aile Nord actuelle. En 1258, l'ensemble fortifié et la ville de Dillingen sont donnés par Hartmann V, comte et évêque de Dillingen, à la principauté épiscopale d'Augsbourg. En cette année, on peut également trouver la mention de « castrum et oppidum Dilingen » dans un document. 
Avec la remise du château du comte à la principauté épiscopale d'Augsbourg, l'apogée du bâtiment et de la ville commence, en raison de la montée de Dillingen en ville résidentielle. Les princes-évêques d'Augsbourg administrent de plus en plus leurs biens d'ici. Dans les années 1458 à 1520, le château fort médiéval est transformé en château de style gothique. L'aile Nord est prolongée par la chapelle palatiale Saint-Jean et une aile Ouest et une aile Est sont ajoutées. 
L'évêque Christophe de Stadion est forcé de quitter la ville d'Augsbourg en 1537 par décret du conseil de la ville devenue luthérienne et ville libre d'Empire. Il déménage sa résidence à Dillingen. Il ne revient jamais à Augsbourg et meurt en 1543. Son successeur, le cardinal Othon Truchsess de Waldbourg, agrandit le château par une aile Sud et la tour ronde à l'angle sud-ouest, dite « tour sacrée » (avec chapelle ronde). Il fait également relever l'aile Ouest d'un étage et, en 1595, la tour Nord-Ouest est élevée. Le maître d'œuvre Hans Alberthal construit le nouvel escalier. 
Le château subit un changement d'envergure au XVIIIe siècle, quand de 1737 à 1740 Johann Caspar Bagnato le convertit en partie en château baroque classique. C'est à cette époque, sous le prince-évêque Jean-François Schenk de Stauffenberg, que la cour d'honneur ronde et la porte Nord sont construites. Cela permet de relier en ligne droite directement à la ville. L'armée épiscopale est logée dans deux bâtiments plus petits à droite et à gauche de la guérite. La sécularisation (c'est-à-dire l'expropriation) de 1802-1803 signifie la fin du château de Dillingen en tant que résidence épiscopale. Au fil du temps, il y a des modifications et des changements répétés. Malgré les altérations causées à la précieuse structure du bâtiment, l'édifice monumental a conservé son caractère défensif médiéval, clairement visible entre autres. sur la maçonnerie à bosses cuboïdes sur le mur extérieur Sud dans le vestibule de la grande salle et dans la zone Nord du mur Est. 
Le 12 décembre 1994, une plaque commémorative a été dévoilée dans la cour du château, rappelant le sort de Barbara Zielhauser, exécutée comme sorcière il y a 250 ans. Le mémorial pour les victimes des procès de sorcières a été présenté par le Rotary Club de la ville de Dillingen. Il a été conçu par l'artiste Hans Malzer.

## De nos jours
De nos jours, le bureau des impôts est installé dans l'ancienne résidence des princes-évêques d'Augsbourg. Plusieurs parties du monument, en particulier la petite salle des chevaliers avec son plafond en bois décoré de l'emblème et la cour du château sont le théâtre de vernissages, de festivals et d'événements divers. À l'est, on trouve le jardin de la cour et l'ancienne brasserie du château, construite en 1764. À l'ouest du château, on arrive à la « Bruckörle » avec ses deux coupoles en oignon, ancienne porte d'entrée du château médiéval. Les bâtiments de l'ancien corps de garde du château abritent la caisse d'épargne de Dillingen et Nördligen et un restaurant. 

## Source de la traduction
- (de) Cet article est partiellement ou en totalité issu de l’article de Wikipédia en allemand intitulé « Schloss Dillingen an der Donau » (voir la liste des auteurs).